# Абдильда Тажибаева
Абдильда Тажибаева (каз. Әбділда Тәжібаев, до 2003 г. — Теликоль) — аул в Чиилийском районе Кызылординской области Казахстана. Административный центр и единственный населённый пункт Теликольского сельского округа. Находится примерно в 11 км к северо-западу от районного центра, села Шиели. Код КАТО — 435262100.

## Население
В 1999 году население аула составляло 1350 человек (726 мужчин и 624 женщины). По данным переписи 2009 года, в ауле проживало 1725 человек (870 мужчин и 855 женщин).